# Galerio
Galerio Maximiano (c. 260-abril/mayo de 311), formalmente Cayo Galerio Valerio Maximiano (en latín, Gaius Galerius Valerius Maximianus) y conocido comúnmente como Galerio, fue emperador romano entre los años 305 y 311. Formó parte de la tetrarquía instaurada por el emperador Diocleciano, primero como césar y luego como augusto. Durante su reinado dirigió una campaña, con la ayuda de Diocleciano, contra el Imperio Sasánida, saqueando Ctesifonte, su capital, en 299. También dirigió campañas a través del Danubio contra los carpos, derrotándolos en 297 y 300. 

## Primeros años
Según Eutropio, Galerio habría nacido en Sérdica, aunque también es posible que hubiese nacido en el lugar en el que más tarde ubicó su palacio imperial, Felix Romuliana (actual Gamzigrad, Serbia). Su padre era de origen tracio, y su madre procedía de Dacia, y había emigrado de ese territorio por culpa de las incursiones de los carpos. En un primer momento continuó la profesión paterna, la ganadería, de donde obtuvo el sobrenombre de Armentarius (del latín: armentum, rebaño). Después de enrolarse en el ejército romano, sirvió con distinción bajo el mando de los emperadores Aureliano y Probo, y quizá fuese prefecto del pretorio de Diocleciano. 
En 293, con la creación de la tetrarquía, fue nombrado césar por Diocleciano, casándose para ello con Galeria Valeria, la hija de Diocleciano. Recibió la responsabilidad sobre las provincias de Iliria, para defenderla de la amenaza de sármatas y carpos. Poco después fue enviado a Egipto para hacer frente a la rebelión de las ciudades de Busiris y Coptos.

## Guerra con Persia

### Invasión y contrainvasión
En el año 294 Narsés de Armenia, un hijo de Sapor I que había quedado a un lado en la sucesión al trono, logró finalmente acceder al poder en Persia. Narsés logró deponer a Bahram III, hijo de Bahram II, y ocupar el trono en su lugar. A comienzos de 294, Narsés envió a Diocleciano una serie de regalos diplomáticos mientras que en Persia se encargaba de fortalecer su reinado eliminando a todos los apoyos e incluso mención de sus predecesores, borrando sus nombres de los monumentos públicos. Buscaba ser identificado con los gobiernos más militaristas de Ardacher I (r. 226–41) y Sapor I (r. 241–72), el mismo Sapor que saqueó Antioquía y capturó al emperador Valeriano (r. 253–60).
En 295 o 296 Narsés declaró la guerra sobre Roma. Parece ser que primero invadió Armenia occidental, reconquistando las tierras que habían sido entregadas a Tirídates en la paz de 287, dedicándose a esa ocupación hasta el año siguiente. La obra del historiador Amiano Marcelino es la única fuente que ha pervivido en la que se describe la invasión inicial de Armenia. Southern (1999, 149) fecha la invasión en 295; Barnes (1982, 17, 293) menciona que pudo haberse producido una invasión anterior sin éxito, basándose para ello en que el título Persici Maximi fue otorgado a los cuatro emperadores; Odahl (2004, 59) se muestra de acuerdo con Barnes y sugiere que los príncipes del desierto sirio colaboraron con los invasores. Narsés se trasladó al sur, hacia la Mesopotamia romana, en donde derrotó seriamente a Galerio, el comandante de las fuerzas orientales, en la región ubicada entre Carras (actual Harrán, en Turquía) y Callinicum (actual Ar-Raqqah, en Siria). No está claro si Diocleciano estuvo presente o no en la batalla, pero estaría presente poco después en Antioquía, en donde la versión oficial de los hechos cargó a Galerio con la culpa de la derrota. Al parecer, en Antioquía Diocleciano obligó a Galerio a andar por delante del carro imperial vestido con el púrpura imperial. Sin embargo, también es posible que la ubicación de Galerio a la cabeza de la caravana no fuese un castigo o humillación, sino una mera organización protocolaria de la procesión en la que se mostraba la deferencia del César por su Augusto.
Galerio recibió refuerzos, probablemente en la primavera de 298, con la llegada de un contingente traído de la frontera del Danubio. Narsés no avanzó desde Armenia y Mesopotamia, dejando a Galerio la iniciativa de una contraofensiva en 298, que se materializó en un ataque sobre el norte de Mesopotamia a través de Armenia. Tampoco está claro si Diocleciano estuvo o no presente durante esta campaña. Narsés se retiró a Armenia para hacer frente al ejército de Galerio en una situación de desventaja, puesto que el abrupto terreno armenio favorecía a la infantería romana, en perjuicio de la caballería sasánida. La ayuda local permitió a Galerio obtener la ventaja de la sorpresa y, en dos batallas sucesivas, Galerio logró asegurar la victoria frente a Narsés.

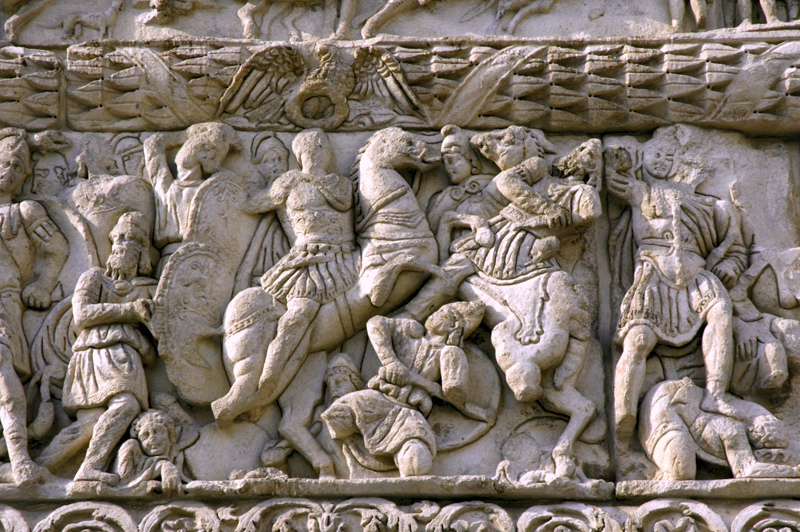
Detalle de Galerio atacando a Narsés en el Arco de Galerio, en Tesalónica (Grecia), la ciudad en la que Galerio llevó a cabo la mayor parte de su labor de gobierno.

Durante su segundo encuentro, en la batalla de Satala de 298, el ejército romano se apoderó del campamento de Narsés, capturando el tesoro, su harén y a su esposa oficial. La esposa de Narsés estaría cautiva durante el resto de la guerra en Dafne, un suburbio de Antioquía, sirviendo como recordatorio constante de la victoria romana. Galerio avanzó hacia Media y Adiabene, consiguiendo continuas victorias, especialmente cerca de Theodosiopolis (Erzurum), y asegurando el control sobre Nisbis antes del 1 de octubre de ese año. Desde ahí avanzó siguiendo la corriente del Tigris, tomando Ctesifonte y asomándose hasta las ruinas de la antigua Babilonia antes de volver a territorio romano siguiendo el Éufrates. Ninguna fuente menciona específicamente que Ctesifonte hubiera sido saqueada, pero se asume que así fue.

### Negociaciones de paz
Narsés ya había enviado a un embajador a Galerio para rogar por la devolución de su mujer e hijos, pero Galerio despidió al embajador recordándole cómo Sapor I había tratado al emperador Valeriano. Los romanos, en cualquier caso, trataron con respeto a la familia imperial sasánida, puede que buscando evocar las comparaciones con el trato que Alejandro Magno había dispensado a la familia de Darío III. Las negociaciones de paz comenzaron en la primavera de 299, estando presentes tanto Galerio como Diocleciano. Su magister memoriae Sicorio Probo fue enviado a Narsés para proponer los términos de la paz.

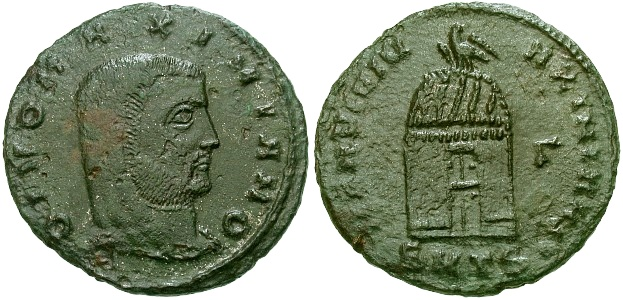
Moneda de Galerio.

Las condiciones en las que se firmó la paz de Nisibis fueron duras para el imperio persa: este debía ceder terreno a Roma, convirtiendo el Tigris en la frontera entre ambos. Además, Armenia volvía a control romano, con el fuerte de Ziatha como frontera y la Iberia caucásica pasaría también a la esfera de control de Roma.
Nisibis, ciudad ahora bajo el control romano, se convertiría en el único conducto para el comercio entre los dos imperios, y Roma controlaría también las cinco satrapías entre el Tigris y Armenia. Dentro de estas regiones estaba el paso del Tigris a través del Antitauro, el paso de Bitlis, la ruta más rápida en dirección sur hacia la Armenia persa, y el acceso a la meseta de Tur Abdin. Con estos territorios Roma contaba con un puesto de avanzada al norte de Ctesifonte y podría ralentizar cualquier futuro ataque persa en la región. Tirídates también recuperaba el trono armenio, y Roma aseguraba una amplia zona de influencia cultural en la región. El hecho de que el imperio fuera capaz de mantener un esfuerzo de guerra tan constante en tantos frentes a la vez se ha visto como un signo de la eficacia del sistema de Diocleciano, así como de la buena aceptación que su gobierno tenía entre el ejército.

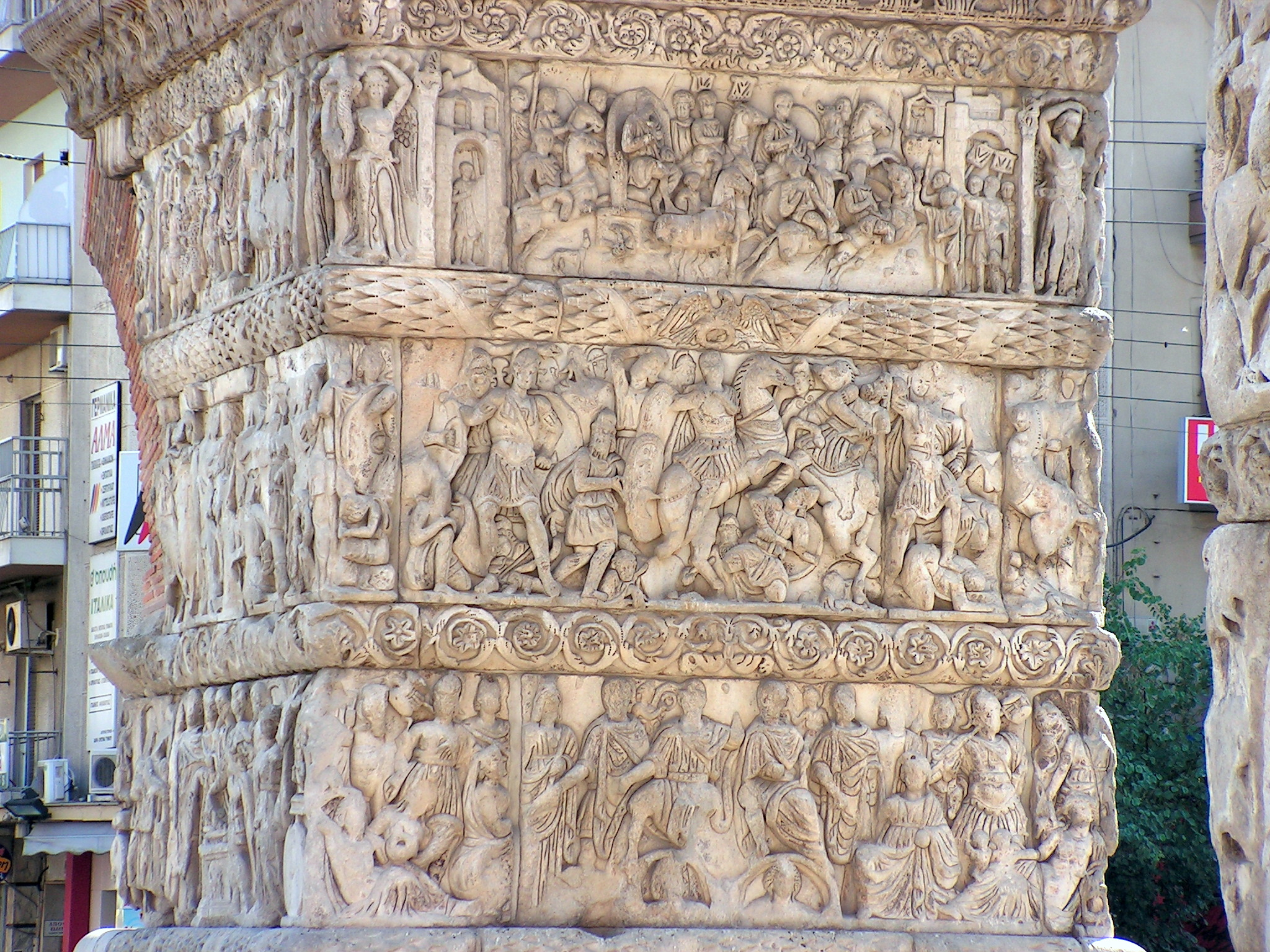
Detalle del arco de Galerio en Tesalónica.

## Persecución de los cristianos

### Primeras persecuciones
A la conclusión de la guerra, Diocleciano y Galerio volvieron a Antioquía. En algún momento del año 299, los emperadores tomaron parte en una ceremonia de sacrificio y adivinación en la que, al parecer, los arúspices fueron incapaces de leer las entrañas de los animales sacrificados, y culparon a los cristianos de la corte imperial. Los emperadores ordenaron que todos los miembros de la corte realizaran un sacrificio para purificar el palacio. El emperador también envió cartas a los mandos militares en los que exigía que todo el ejército llevara a cabo los sacrificios requeridos bajo pena de ser licenciados. Diocleciano era conservador en cuestiones religiosas, un hombre fiel al tradicional panteón romano que entendía la necesidad de la purificación religiosa, pero Eusebio de Cesárea, Lactancio y Constantino afirman que era Galerio, y no Diocleciano, el principal impulsor de la purga, y su principal beneficiario. Galerio, que era todavía más devoto y apasionado que Diocleciano, veía una ventaja política en las persecuciones, y estaba deseando acabar con la política de inacción que se había mantenido sobre este tema.
Antioquía era la principal residencia de Diocleciano entre 299 y 302, mientras que Galerio sustituía el lugar de su Augusto en el medio y bajo Danubio. Visitó Egipto en una ocasión, durante el invierno de 301-2, para ocuparse del suministro de grano de Alejandría. Debido a una serie de disputas públicas con los maniqueos, Diocleciano ordenó que los líderes de los seguidores de Mani fueran quemados vivos junto con sus esculturas. El 31 de marzo de 302, según un escrito de Alejandría, declaró que los maniqueos de las clases más bajas debían ser ejecutados con la espada, mientras que los maniqueos de clases altas debían ser enviados a trabajar a las canteras del Proconeso o en las minas de Phaeno, al sur de Palestina. Todas las propiedades de los maniqueos debían ser confiscadas y depositadas en el tesoro imperial. Diocleciano encontró muchos motivos para condenar la religión maniquea: su novedad, sus orígenes foráneos, la manera en la que corrompía la moral romana, y su oposición inherente a las tradiciones religiosas antiguas. Además, y debido a que el maniqueísmo era apoyado por entonces en Persia, se añadían componentes políticos a los puramente religiosos o morales. Salvo por esta cuestión política, los motivos por los que condenaba el maniqueísmo eran igualmente aplicables, si no más, al cristianismo, que sería su siguiente objetivo.

### La gran persecución

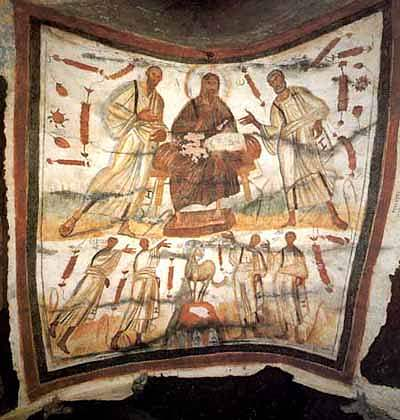
Catacumba de los santos Marcelino y Pedro en la Vía Labicana. En la imagen aparece Cristo entre San Pedro y San Pablo. A los lados aparecen los mártires Gorgonio, Pedro, Marcelino y Tiburcio.

Diocleciano volvió a Antioquía en el otoño de 302. Ordenó que al diácono Román de Antioquía le fuera amputada la lengua por desafiar la orden de las cortes e interrumpir los sacrificios oficiales. Román fue enviado a prisión, en donde fue ejecutado el 17 de noviembre de 303. Diocleciano partió de la ciudad en invierno, acompañado por Galerio, y se dirigió a Nicomedia. Según Lactancio, Diocleciano y Galerio discutieron sobre la política imperial hacia los cristianos durante ese invierno: Diocleciano argumentaba que bastaría con prohibir a los cristianos trabajar como funcionarios o en el ejército para recuperar el favor de los dioses, pero Galerio quería ir más allá, y defendía la exterminación. Los dos hombres acudieron a pedir consejo al oráculo de Apolo en Dídima, el cual contestó que "los justos sobre la tierra" dificultaban la habilidad de Apolo de aconsejar. El término "justos", según interpretaron miembros de la corte de Diocleciano, sólo podía hacer referencia a los cristianos del imperio, consiguiendo persuadir a Diocleciano para que accediera a las demandas de una persecución universal.
El 23 de febrero de 303 Diocleciano ordenó que la recién construida iglesia de Nicomedia fuera arrasada. Exigió que se quemaran sus escrituras y que se requisara todo lo de valor para el tesoro imperial. Al día siguiente Diocleciano promulgó su primer "Edicto contra los cristianos". En él, Diocleciano ordenó la destrucción de las escrituras cristianas y de sus lugares de culto a lo largo del Imperio, prohibiendo a los cristianos reunirse para celebrar los actos litúrgicos. Antes de acabar el mes de febrero, un incendio destruyó parte del palacio imperial y Galerio convenció a Diocleciano de que los culpables habían sido los cristianos, que habían conspirado junto con los eunucos de palacio. Se puso en marcha una investigación y se llevaron a cabo diversas ejecuciones, que se prolongaron al menos hasta el 24 de abril, fecha en la que fueron decapitadas seis personas entre las que se encontraba el obispo Antimo. Se produjo un segundo incendio dieciséis días después del primero, y Galerio partió de la ciudad hacia Roma, declarando que Nicomedia no era segura. Diocleciano le seguiría poco después.
Aunque se promulgaron edictos posteriores de persecución de los cristianos en los que se exigía el arresto del clero cristiano y reclamaban actos de sacrificio universales, estos edictos no tendrían un verdadero éxito. La mayoría de los cristianos escaparon a los castigos e incluso los paganos se mostraron, en general, contrarios a la persecución. Los sufrimientos de los nuevos mártires sirvieron además para propagar la religión. Constancio y Maximiano no aplicaron los edictos posteriores, permitiendo que los cristianos de occidente no fueran perseguidos. Galerio rescindió el edicto en 311, anunciando que la persecución había fracasado en su intento de traer a los cristianos de vuelta a la religión tradicional. Por otro lado, la apostasía temporal de algunos cristianos y la entrega de las escrituras durante la persecución tuvo un importante papel en la aparición del donatismo. Unos veinticinco años después del comienzo de las persecuciones el emperador Constantino I llegaría a ser el único emperador del imperio y revertiría las consecuencias de los edictos retornando todas las propiedades confiscadas a los cristianos. Bajo el gobierno de Constantino el cristianismo se convertiría en la religión principal del imperio y tanto Diocleciano como Galerio acabarían siendo demonizados por sus sucesores cristianos.

### Continuidad de la persecución bajo su gobierno
Galerio mantendría su política de represión sobre los cristianos hasta la promulgación del Edicto de tolerancia de Serdica, en abril de 311, firmado en su nombre y en el de Licinio y Constantino. Aunque fue uno de los principales impulsores de las persecuciones, Galerio terminaría admitiendo que su política había fracasado. Lactancio ofrece el texto del edicto en su crónica moralizadora, en la que remarca el triste final al que llegaron todos los persecutores, De Mortibus Persecutorum. Esto sería el punto final a la persecución de los cristianos en el imperio romano: Los cristianos serían legalizados dos años más tarde por Constantino y Licinio con el edicto de Milán.

## Gobierno como Augusto

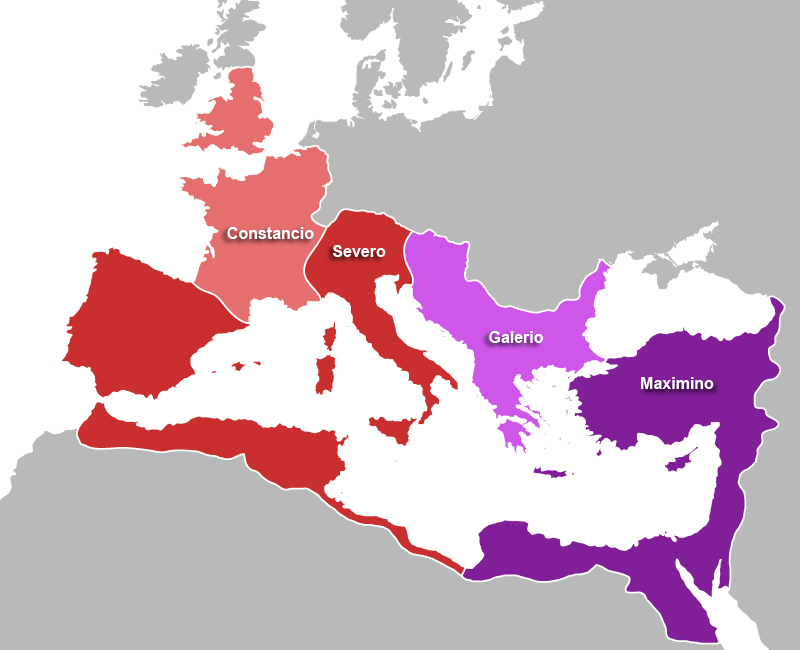
El Imperio romano y sus divisiones en el año 305.

En el año 305 Diocleciano y Maximiano abdicaron conjuntamente, entonces Galerio y Constancio ascendieron al rango de augusto. Se eligieron dos nuevos césares para reemplazarlos, y Galerio tuvo una gran influencia en la elección de los dos nuevos gobernantes, probablemente buscando con ello maximizar su influencia en todo el imperio.
El primero de los nuevos césares fue Maximino Daya, hijo de la hermana de Galerio. Se trataba de un joven con poca experiencia y educación formal, pero que fue investido con el púrpura imperial, recibiendo el título de césar y el mando sobre Egipto y Siria. El segundo sería Severo II, un compañero de armas de Galerio que fue enviado a Milán para tomar posesión del gobierno de Italia y de África. Severo reconocía formalmente la autoridad de su augusto de occidente (Constancio), pero que en la práctica era leal a Galerio por lo que este, habiéndose reservado el control directo de la región entre Italia y Siria, se aseguraba el control de las tres cuartas partes del imperio.
Sin embargo, todos sus planes comenzaron a colapsarse cuando Constancio murió en York en el año 306 y las legiones elevaron a su hijo Constantino I directamente al rango de augusto. Galerio se enteró de los acontecimientos a través de una carta de Constantino, en la que le informaba de la muerte de su padre, afirmaba modestamente su derecho natural a la sucesión, y lamentaba respetuosamente el entusiasmo de su tropas que no le habían permitido obtener el púrpura imperial de la forma regular y constitucional. Según las fuentes, Galerio pasó rápidamente por la sorpresa, la decepción y la ira, e incluso llegó a amenazar con quemar tanto la carta como al mensajero. Más tarde, después de reconsiderar su posición, advirtió que sus probabilidades de ganar en guerra contra Constantino eran muy dudosas. Por lo tanto, sin llegar a condenar ni a ratificar el nombramiento de sus tropas, Galerio aceptó que el hijo de su colega fallecido entrara a formar parte de la tetrarquía oficial, gobernando las provincias más allá de los Alpes, pero solo le otorgó el título de césar, mientras que el título vacante de augusto pasaría a quien hasta entonces había sido el césar de occidente, Severo II.
Sin embargo, poco después de afrontar esta primera crisis Galerio tuvo noticia de la inesperada pérdida de Italia a manos de Majencio, el hijo del antiguo augusto Maximiano. La necesidad de ingresos de Galerio le había llevado a implementar una dura política en Italia, que pasó de estar tradicionalmente exenta de impuestos a sufrir un duro censo de propiedades con la finalidad de gravar la renta de todos sus habitantes. Los procedimientos de investigación del censo llegaban incluso a la tortura de los habitantes que se sospechaba que ocultaban bienes al estado. El descontento generalizado llevó a los italianos a aclamar a Majencio, que se declaró emperador en Italia provocando la ira de Galerio. Galerio ordenó a Severo marchar sobre Roma, esperando que su inesperada llegada acabara con la rebelión. Sin embargo, Severo fue capturado y ejecutado por Maximiano, que se encontraba ayudando a su hijo y para ello había recibido de nuevo el rango de coemperador.
La gravedad de la situación imponía la presencia del propio Galerio, que partió al mando de un poderoso ejército recabado de las tropas de Illyricum y de Oriente, entrando en Italia con la finalidad de vengar la muerte de Severo y castigar la rebelión de los romanos. Sin embargo, Galerio encontró un clima completamente hostil, fortificado e inaccesible, y aunque logró llegar hasta la ciudad de Narni, a unas sesenta millas de Roma, no llegó a controlar la península itálica más allá de los límites de su campamento. Viendo las dificultades, Galerio envió a dos oficiales para intentar una negociación. Con un enfoque paternalista, los enviados recordaban a los sublevados que tenían mucho más que ganar de la generosidad de Galerio que lo que podrían obtener en cualquier campaña militar. Sin embargo, sus ofertas fueron rechazadas, y Galerio se dio cuenta de que a menos que comenzara la retirada se podía encontrar en la misma situación que Severo: Grandes sobornos procedentes de Majencio habían corrompido a sus soldados, cuya fidelidad, especialmente la de las legiones de Illyricum, comenzaba a cambiar. Galerio comenzó su retirada, y con grandes dificultades evitó que sus veteranos desertaran al enemigo. En su frustración, Galerio permitió a sus legiones que devastaran las regiones italianas por las que pasaban en dirección norte, mientras que Majencio decidió evitar el enfrentamiento general.
Ante esa grave situación política, en la que parecía inevitable esquivar los casos de usurpadores, Galerio decidió convocar una conferencia en el año 308 con el retirado emperador Diocleciano y con Maximiano. La idea era rectificar la situación y volver a poner orden en el colegio imperial. Se acordó que un gran amigo y compañero de Galerio, Licinio, a quien Galerio había encomendado la defensa del Danubio mientras estaba en Italia, se convertiría en augusto de occidente, con Constantino como su césar. En oriente, Galerio seguiría siendo augusto y Maximino Daya seguiría siendo su césar. Maximiano debía retirarse de nuevo, y Majencio era declarado oficialmente usurpador ilegítimo.
Sin embargo, el plan de Galerio fracasó. Las noticias de la promoción de Licinio no sólo alentaron a Majencio y a Constantino, quien nunca dejó de usar el título de augusto, sino que el propio Maximino, que gobernaba las provincias de Egipto y de Siria, rechazó su posición de mero césar y reclamó también el título de augusto, a pesar de los ruegos y argumentos de Galerio.
Durante sus últimos años de vida, Galerio dejó de perseguir sus aspiraciones de ser el supremo emperador del imperio romano, aunque logró mantener la posición del primero entre sus iguales. Pasó el resto de su tiempo de vida dedicado a otras cuestiones alejadas de lo militar, como la realización de importantes obras públicas, cuyo mejor ejemplo fue el desvío de aguas del lago Balatón al Danubio, ordenando la tala de enormes extensiones de bosque para ello.

## Muerte
Galerio murió a finales de abril o comienzos de mayo de 311, como resultado de una horrible enfermedad, según describe el historiador Eusebio de Cesarea. Dados los síntomas, actualmente se cree que pudiera haber sido un cáncer colorrectal, una gangrena o una gangrena de Fournier.
Gamzigrad-Romuliana, el palacio de Galerio cerca de Zaječar, en Serbia, construido en su lugar de nacimiento, fue inscrito en el listado de construcciones Patrimonio de la Humanidad en junio de 2007.